# Interlands Joegoslavisch voetbalelftal 1950-1959
Deze pagina toont een chronologisch en gedetailleerd overzicht van de interlands die het Joegoslavisch voetbalelftal heeft gespeeld in de periode 1950 – 1959.

## Interlands

### 1950
|                                                                     |                                                                |       |                  |                                                                                   |
| 28 mei Vriendschappelijk № 135 «onderlinge duels» 17:00 uur (UTC+1) | Joegoslavië                                                    | 5 – 1 | Denemarken       | JNA Stadion, Belgrado Toeschouwers: 50.000 Scheidsrechter: Generoso Dattilo (ITA) |
| 28 mei Vriendschappelijk № 135 «onderlinge duels» 17:00 uur (UTC+1) | Bernard Vukas 34' Edvard Hočevar 35' Rajko Mitić 54', 56', 86' |       | 44' Axel Pilmark | JNA Stadion, Belgrado Toeschouwers: 50.000 Scheidsrechter: Generoso Dattilo (ITA) |

|                                                                      |             |                                                                                       |             |                                                                       |
| 11 juni Vriendschappelijk № 136 «onderlinge duels» 15:00 uur (UTC+1) | Zwitserland | 0 – 4                                                                                 | Joegoslavië | Wankdorf, Bern Toeschouwers: 17.000 Scheidsrechter: Louis Baert (BEL) |
| 11 juni Vriendschappelijk № 136 «onderlinge duels» 15:00 uur (UTC+1) |             | 14' Željko Čajkovski 23' Kosta Tomašević 39' Stjepan Bobek 89' Aleksandar Atanacković |             | Wankdorf, Bern Toeschouwers: 17.000 Scheidsrechter: Louis Baert (BEL) |

| Wereldkampioenschap voetbal 1950 |
| -------------------------------- |

|                                                                    |             |                                                          |             |                                                                                                  |
| 25 juni WK 1950 Groep A № 219 «onderlinge duels» 15:00 uur (UTC−3) | Zwitserland | 0 – 3                                                    | Joegoslavië | Estádio Independência, Belo Horizonte Toeschouwers: 7.336 Scheidsrechter: Giovanni Galeati (ITA) |
| 25 juni WK 1950 Groep A № 219 «onderlinge duels» 15:00 uur (UTC−3) |             | 59' Rajko Mitic 70' Kosta Tomašević 75' Tihomir Ognjanov |             | Estádio Independência, Belo Horizonte Toeschouwers: 7.336 Scheidsrechter: Giovanni Galeati (ITA) |

|                                                                    |                         |       |                                                                 |                                                                                                |
| 28 juni WK 1950 Groep A № 138 «onderlinge duels» 15:00 uur (UTC−3) | Mexico                  | 1 – 4 | Joegoslavië                                                     | Estádio dos Eucaliptos, Porto Alegre Toeschouwers: 11.078 Scheidsrechter: Reginald Leafe (ENG) |
| 28 juni WK 1950 Groep A № 138 «onderlinge duels» 15:00 uur (UTC−3) | Héctor Ortiz 89' (pen.) |       | 19' Stjepan Bobek 22', 62' Željko Čajkovski 81' Kosta Tomašević | Estádio dos Eucaliptos, Porto Alegre Toeschouwers: 11.078 Scheidsrechter: Reginald Leafe (ENG) |

|                                                                   |             |                                                  |          |                                                                                                  |
| 1 juli WK 1950 Groep A № 139 «onderlinge duels» 15:00 uur (UTC−3) | Joegoslavië | 0 – 2                                            | Brazilië | Estádio do Maracanã, Rio de Janeiro Toeschouwers: 142.429 Scheidsrechter: Mervyn Griffiths (WAL) |
| 1 juli WK 1950 Groep A № 139 «onderlinge duels» 15:00 uur (UTC−3) |             | 4' Marques de Menezes 69' Thomaz Soares da Silva |          | Estádio do Maracanã, Rio de Janeiro Toeschouwers: 142.429 Scheidsrechter: Mervyn Griffiths (WAL) |

|  |  |  |  |  |  |  |  |  |

|                                                                          |                     |       |                                  |                                                                            |
| 3 september Vriendschappelijk № 140 «onderlinge duels» 15:00 uur (UTC+1) | Zweden              | 1 – 2 | Joegoslavië                      | Råsundastadion, Solna Toeschouwers: 37.677 Scheidsrechter: Reg Leafe (ENG) |
| 3 september Vriendschappelijk № 140 «onderlinge duels» 15:00 uur (UTC+1) | Lennart Lindskog 8' |       | 13' Marko Valok 27' Antun Herceg | Råsundastadion, Solna Toeschouwers: 37.677 Scheidsrechter: Reg Leafe (ENG) |

|                                                                          |                                                            |       |                                     |                                                                                            |
| 7 september Vriendschappelijk № 141 «onderlinge duels» 17:30 uur (UTC+2) | Finland                                                    | 3 – 2 | Joegoslavië                         | Olympisch Stadion, Helsinki Toeschouwers: 16.897 Scheidsrechter: John Erik Andersson (SWE) |
| 7 september Vriendschappelijk № 141 «onderlinge duels» 17:30 uur (UTC+2) | Jorma Vaihela 23' Yrjö Asikainen 50' Kalevi Lehtovirta 66' |       | 14' Stjepan Bobek 20' Bernard Vukas | Olympisch Stadion, Helsinki Toeschouwers: 16.897 Scheidsrechter: John Erik Andersson (SWE) |

|                                                                           |                         |       |                                                                       |                                                                                            |
| 10 september Vriendschappelijk № 142 «onderlinge duels» 13:30 uur (UTC+1) | Denemarken              | 1 – 4 | Joegoslavië                                                           | Københavns Idrætspark, Kopenhagen Toeschouwers: 37.000 Scheidsrechter: Folke Bålstad (NOR) |
| 10 september Vriendschappelijk № 142 «onderlinge duels» 13:30 uur (UTC+1) | Edvin Hansen 12' (pen.) |       | 7' Todor Živanović 10' Stjepan Bobek 25' Rajko Mitić 65' Antun Herceg | Københavns Idrætspark, Kopenhagen Toeschouwers: 37.000 Scheidsrechter: Folke Bålstad (NOR) |

|                                                                        | |       |                                     |                                                                            |
| 8 oktober Vriendschappelijk № 143 «onderlinge duels» 15:00 uur (UTC+1) | Oostenrijk                                                                                             | 7 – 2 | Joegoslavië                         | Prater-Stadion, Wenen Toeschouwers: 60.000 Scheidsrechter: Jean Lutz (SUI) |
| 8 oktober Vriendschappelijk № 143 «onderlinge duels» 15:00 uur (UTC+1) | Karl Decker 15' Ernst Stojaspal 21', 68' Theodor Wagner 31' Lukas Aurednik 50' Ernst Melchior 59', 86' |       | 34' Rajko Mitić 74' Todor Živanović | Prater-Stadion, Wenen Toeschouwers: 60.000 Scheidsrechter: Jean Lutz (SUI) |

|                                                                         |                                                                             |       |           |                                                                                 |
| 5 november Vriendschappelijk № 144 «onderlinge duels» 14:15 uur (UTC+1) | Joegoslavië                                                                 | 4 – 0 | Noorwegen | JNA Stadion, Belgrado Toeschouwers: 55.000 Scheidsrechter: Klaas Schipper (NED) |
| 5 november Vriendschappelijk № 144 «onderlinge duels» 14:15 uur (UTC+1) | Tihomir Ognjanov 35' Rajko Mitić 40' Franjo Rupnik 45' Tihomir Ognjanov 46' |       |           | JNA Stadion, Belgrado Toeschouwers: 55.000 Scheidsrechter: Klaas Schipper (NED) |

|                                                                        |                        |       |                                                |                                                                                |
| 22 november Vriendschappelijk № 145 «onderlinge duels» 14:15 uur (UTC) | Engeland               | 2 – 2 | Joegoslavië                                    | Highbury, Londen Toeschouwers: 61.454 Scheidsrechter: Karel van der Meer (NED) |
| 22 november Vriendschappelijk № 145 «onderlinge duels» 14:15 uur (UTC) | Nat Lofthouse 29', 34' |       | 41' (e.d.) Leslie Compton 78' Todor Živanović< | Highbury, Londen Toeschouwers: 61.454 Scheidsrechter: Karel van der Meer (NED) |

### 1951
|                                                                         |                                     |       |                     |                                                                                     |
| 6 februari Vriendschappelijk № 146 «onderlinge duels» 15:00 uur (UTC+1) | Frankrijk                           | 2 – 1 | Joegoslavië         | Parc des Princes, Parijs Toeschouwers: 33.552 Scheidsrechter: Laurent Franken (BEL) |
| 6 februari Vriendschappelijk № 146 «onderlinge duels» 15:00 uur (UTC+1) | André Strappe 4' Pierre Flamion 62' |       | 14' Kosta Tomašević | Parc des Princes, Parijs Toeschouwers: 33.552 Scheidsrechter: Laurent Franken (BEL) |

|                                                                    |        |       |             |                                                                       |
| 6 mei Vriendschappelijk № 147 «onderlinge duels» 15:30 uur (UTC+1) | Italië | 0 – 0 | Joegoslavië | San Siro, Milaan Toeschouwers: 50.000 Scheidsrechter: Jean Lutz (SUI) |
| 6 mei Vriendschappelijk № 147 «onderlinge duels» 15:30 uur (UTC+1) |        |       |             | San Siro, Milaan Toeschouwers: 50.000 Scheidsrechter: Jean Lutz (SUI) |

|                                                                      |                                                                              |       |                                            |                                                                                |
| 24 juni Vriendschappelijk № 148 «onderlinge duels» 18:00 uur (UTC+1) | Joegoslavië                                                                  | 7 – 3 | Zwitserland                                | JNA Stadion, Belgrado Toeschouwers: 50.000 Scheidsrechter: Alois Beranek (AUT) |
| 24 juni Vriendschappelijk № 148 «onderlinge duels» 18:00 uur (UTC+1) | Stjepan Bobek 1', 40' Rajko Mitić 4', 48' Branko Zebec 5' Zdravko Rajkov 35' |       | 44' Alfred Bickel 55', 88' Robert Ballaman | JNA Stadion, Belgrado Toeschouwers: 50.000 Scheidsrechter: Alois Beranek (AUT) |

|                                                                          |                        |       |                                                          |                                                                                 |
| 23 augustus Vriendschappelijk № 149 «onderlinge duels» 18:00 uur (UTC+1) | Noorwegen              | 2 – 4 | Joegoslavië                                              | Ullevaalstadion, Oslo Toeschouwers: 30.867 Scheidsrechter: Aksel Asmussen (DEN) |
| 23 augustus Vriendschappelijk № 149 «onderlinge duels» 18:00 uur (UTC+1) | Gunnar Dybwad 33', 57' |       | 8' Bernard Vukas 23', 30' Stjepan Bobek 27' Branko Zebec | Ullevaalstadion, Oslo Toeschouwers: 30.867 Scheidsrechter: Aksel Asmussen (DEN) |

|                                                                          |                                        |       |                  |                                                                              |
| 2 september Vriendschappelijk № 150 «onderlinge duels» 16:00 uur (UTC+1) | Joegoslavië                            | 2 – 1 | Zweden           | JNA Stadion, Belgrado Toeschouwers: 55.000 Scheidsrechter: Louis Baert (BEL) |
| 2 september Vriendschappelijk № 150 «onderlinge duels» 16:00 uur (UTC+1) | Stjepan Bobek 19' Tihomir Ognjanov 74' |       | 2' Ingvar Rydell | JNA Stadion, Belgrado Toeschouwers: 55.000 Scheidsrechter: Louis Baert (BEL) |

### 1952
|                                                                      |                                                        |       |                 |                                                                                 |
| 25 juni Vriendschappelijk № 144 «onderlinge duels» 18:00 uur (UTC+1) | Joegoslavië                                            | 4 – 1 | Noorwegen       | Maksimirstadion, Zagreb Toeschouwers: 30.000 Scheidsrechter: Eugen Scherz (SUI) |
| 25 juni Vriendschappelijk № 144 «onderlinge duels» 18:00 uur (UTC+1) | Bernard Vukas 8', 10' Rajko Mitić 18' Branko Zebec 59' |       | 19' Jan Sagvaag | Maksimirstadion, Zagreb Toeschouwers: 30.000 Scheidsrechter: Eugen Scherz (SUI) |

| Olympische Zomerspelen 1952 |
| --------------------------- |

|                                                             |                        |        | |                                                                                   |
| 15 juli Olympische Spelen Voorronde № 152 19:00 uur (UTC+2) | India                  | 1 – 10 | Joegoslavië                                                                                          | Töölön Pallokenttä, Helsinki Toeschouwers: 10.109 Scheidsrechter: John Best (USA) |
| 15 juli Olympische Spelen Voorronde № 152 19:00 uur (UTC+2) | Mohamed Ahmed Khan 89' |        | 2', 17', 23', 60' Branko Zebec 14', 43', 67' Rajko Mitić 52' Tihomir Ognjanov 62', 87' Bernard Vukas | Töölön Pallokenttä, Helsinki Toeschouwers: 10.109 Scheidsrechter: John Best (USA) |

|                                                                                   |                                                                         |       |                                                                              |                                                                                 |
| 20 juli Olympische Spelen Eerste ronde № 153 «onderlinge duels» 19:00 uur (UTC+2) | Sovjet-Unie                                                             | 5 – 5 | Joegoslavië                                                                  | Ratina Stadion, Tampere Toeschouwers: 17.392 Scheidsrechter: Arthur Ellis (ENG) |
| 20 juli Olympische Spelen Eerste ronde № 153 «onderlinge duels» 19:00 uur (UTC+2) | Vsevolod Bobrov 53', 77', 87' Vasiliy Trofimov 75' Aleksandr Petrov 89' |       | 29' Rajko Mitić 33' Tihomir Ognjanov 44', 59' Branko Zebec 46' Stjepan Bobek | Ratina Stadion, Tampere Toeschouwers: 17.392 Scheidsrechter: Arthur Ellis (ENG) |

|                                                                                   |                    |       |                                                               |                                                                                 |
| 22 juli Olympische Spelen Eerste ronde № 154 «onderlinge duels» 19:00 uur (UTC+2) | Sovjet-Unie        | 1 – 3 | Joegoslavië                                                   | Ratina Stadion, Tampere Toeschouwers: 16.916 Scheidsrechter: Arthur Ellis (ENG) |
| 22 juli Olympische Spelen Eerste ronde № 154 «onderlinge duels» 19:00 uur (UTC+2) | Vsevolod Bobrov 6' |       | 19' Rajko Mitić 29' (pen.) Stjepan Bobek 54' Zlatko Čajkovski | Ratina Stadion, Tampere Toeschouwers: 16.916 Scheidsrechter: Arthur Ellis (ENG) |

|                                                                                  |                                                            |       |                                                                                                |                                                                                    |
| 25 juli Olympische Spelen Kwartfinale № 155 «onderlinge duels» 19:00 uur (UTC+2) | Denemarken                                                 | 3 – 5 | Joegoslavië                                                                                    | Töölön Pallokenttä, Helsinki Toeschouwers: 11.456 Scheidsrechter: Wolf Karni (FIN) |
| 25 juli Olympische Spelen Kwartfinale № 155 «onderlinge duels» 19:00 uur (UTC+2) | Knud Lundberg 63' Holger Seebach 85' Jens Peder Hansen 87' |       | 18' Zlatko Čajkovski 38' Tihomir Ognjanov 41' Bernard Vukas 77' Stjepan Bobek 81' Branko Zebec | Töölön Pallokenttä, Helsinki Toeschouwers: 11.456 Scheidsrechter: Wolf Karni (FIN) |

|                                                                                   |                       |       |                                          |                                                                                   |
| 29 juli Olympische Spelen Halve finale № 156 «onderlinge duels» 19:00 uur (UTC+2) | West-Duitsland        | 1 – 3 | Joegoslavië                              | Olympisch Stadion, Helsinki Toeschouwers: 25.821 Scheidsrechter: Wolf Karni (FIN) |
| 29 juli Olympische Spelen Halve finale № 156 «onderlinge duels» 19:00 uur (UTC+2) | Georg Stollenwerk 12' |       | 3', 24' Rajko Mitić 30' Zlatko Čajkovski | Olympisch Stadion, Helsinki Toeschouwers: 25.821 Scheidsrechter: Wolf Karni (FIN) |

|                                                                                |                                     |       |             |                                                                                     |
| 2 augustus Olympische Spelen Finale № 157 «onderlinge duels» 19:00 uur (UTC+2) | Hongarije                           | 2 – 0 | Joegoslavië | Olympisch Stadion, Helsinki Toeschouwers: 58.553 Scheidsrechter: Arthur Ellis (ENG) |
| 2 augustus Olympische Spelen Finale № 157 «onderlinge duels» 19:00 uur (UTC+2) | Ferenc Puskás 70' Zoltán Czibor 88' |       |             | Olympisch Stadion, Helsinki Toeschouwers: 58.553 Scheidsrechter: Arthur Ellis (ENG) |

|  |  |  |  |  |  |  |  |  |

|                                                                           |                                                                   |       |                                   |                                                                             |
| 21 september Vriendschappelijk № 158 «onderlinge duels» 16:00 uur (UTC+1) | Joegoslavië                                                       | 4 – 2 | Oostenrijk                        | JNA Stadion, Belgrado Toeschouwers: 50.000 Scheidsrechter: Bill Evans (ENG) |
| 21 september Vriendschappelijk № 158 «onderlinge duels» 16:00 uur (UTC+1) | Stjepan Bobek 14', 87' (pen.) Stjepan Bobek 51' Bernard Vukas 56' |       | 63' Alfred Körner 73' Fritz Cejka | JNA Stadion, Belgrado Toeschouwers: 50.000 Scheidsrechter: Bill Evans (ENG) |

|                                                                         |                                                                            |       |        |                                                                                |
| 2 november Vriendschappelijk № 159 «onderlinge duels» 14:30 uur (UTC+1) | Joegoslavië                                                                | 5 – 0 | Egypte | JNA Stadion, Belgrado Toeschouwers: 25.000 Scheidsrechter: Erich Steiner (AUT) |
| 2 november Vriendschappelijk № 159 «onderlinge duels» 14:30 uur (UTC+1) | Zdravko Rajkov 8' Jovan Cokić 45' Stanoje Jocić 75', 81' Bernard Vukas 79' |       |        | JNA Stadion, Belgrado Toeschouwers: 25.000 Scheidsrechter: Erich Steiner (AUT) |

|                                                                          |                                          |       |                                                      |                                                                                               |
| 21 december Vriendschappelijk № 160 «onderlinge duels» 14:00 uur (UTC+1) | West-Duitsland                           | 3 – 2 | Joegoslavië                                          | Südweststadion, Ludwigshafen am Rhein Toeschouwers: 70.000 Scheidsrechter: Arthur Ellis (ENG) |
| 21 december Vriendschappelijk № 160 «onderlinge duels» 14:00 uur (UTC+1) | Fritz Walter 2' Stjepan Bobek 40' (pen.) |       | 39' Zlatko Čajkovski 43' Max Morlock 70' Helmut Rahn | Südweststadion, Ludwigshafen am Rhein Toeschouwers: 70.000 Scheidsrechter: Arthur Ellis (ENG) |

### 1953
|                                                       |        |       |                                        |                                                                                   |
| 16 januari Vriendschappelijk № 161 «onderlinge duels» | Egypte | 1 – 3 | Joegoslavië                            | Prince Farouk Stadion, Caïro Toeschouwers: 25.000 Scheidsrechter: Reg Leafe (ENG) |
| 16 januari Vriendschappelijk № 161 «onderlinge duels» | ?      |       | 20', 80' Bernard Vukas 74' Rajko Mitić | Prince Farouk Stadion, Caïro Toeschouwers: 25.000 Scheidsrechter: Reg Leafe (ENG) |

|                                                                       |                   |       |             |                                                                                |
| 9 mei WK 1954 kwalificatie № 162 «onderlinge duels» 15:00 uur (UTC+1) | Joegoslavië       | 1 – 0 | Griekenland | JNA Stadion, Belgrado Toeschouwers: 50.000 Scheidsrechter: Erich Steiner (AUT) |
| 9 mei WK 1954 kwalificatie № 162 «onderlinge duels» 15:00 uur (UTC+1) | Frane Matošić 21' |       |             | JNA Stadion, Belgrado Toeschouwers: 50.000 Scheidsrechter: Erich Steiner (AUT) |

|                                                                     |                   |       |                                           |                                                                                  |
| 14 mei Vriendschappelijk № 163 «onderlinge duels» 16:00 uur (UTC+1) | België            | 1 – 3 | Joegoslavië                               | Heizelstadion, Brussel Toeschouwers: 39.435 Scheidsrechter: Emil Schmetzer (FRG) |
| 14 mei Vriendschappelijk № 163 «onderlinge duels» 16:00 uur (UTC+1) | Léopold Anoul 88' |       | 10', 43' Bernard Vukas 21' Zdravko Rajkov | Heizelstadion, Brussel Toeschouwers: 39.435 Scheidsrechter: Emil Schmetzer (FRG) |

|                                                                     |                                                                |       |                      |                                                                            |
| 21 mei Vriendschappelijk № 164 «onderlinge duels» 17:00 uur (UTC+1) | Joegoslavië                                                    | 5 – 2 | Wales                | JNA Stadion, Belgrado Toeschouwers: 50.000 Scheidsrechter: John Best (USA) |
| 21 mei Vriendschappelijk № 164 «onderlinge duels» 17:00 uur (UTC+1) | Rajko Mitić 10', 14', 24' Bernard Vukas 15' Zdravko Rajkov 55' |       | 36', 52' Trevor Ford | JNA Stadion, Belgrado Toeschouwers: 50.000 Scheidsrechter: John Best (USA) |

|                                                                     |                                     |       |                                    |                                                                                       |
| 5 juni Vriendschappelijk № 165 «onderlinge duels» 17:00 uur (UTC+2) | Turkije                             | 2 – 2 | Joegoslavië                        | Mithatpaşastadion, Istanbul Toeschouwers: 22.467 Scheidsrechter: Kostas Tsitsis (GRE) |
| 5 juni Vriendschappelijk № 165 «onderlinge duels» 17:00 uur (UTC+2) | Burhan Sargın 61' Fikret Kırcan 76' |       | 31' Zdravko Rajkov 88' Rajko Mitić | Mithatpaşastadion, Istanbul Toeschouwers: 22.467 Scheidsrechter: Kostas Tsitsis (GRE) |

|                                                                         |                                                                |       |                         |                                                                                  |
| 18 oktober Vriendschappelijk № 166 «onderlinge duels» 15:00 uur (UTC+1) | Joegoslavië                                                    | 3 – 1 | Frankrijk               | Maksimirstadion, Zagreb Toeschouwers: 40.000 Scheidsrechter: Erich Steiner (AUT) |
| 18 oktober Vriendschappelijk № 166 «onderlinge duels» 15:00 uur (UTC+1) | Todor Veselinović 47' Zdravko Rajkov 55' Dionizije Dvornić 62' |       | 44' Jean-Jacques Marcel | Maksimirstadion, Zagreb Toeschouwers: 40.000 Scheidsrechter: Erich Steiner (AUT) |

|                                                                            |                      |       |        |                                                                                  |
| 8 november WK 1954 kwalificatie № 167 «onderlinge duels» 14:15 uur (UTC+1) | Joegoslavië          | 1 – 0 | Israël | Gradskistadion, Skopje Toeschouwers: 25.000 Scheidsrechter: Albert Alsteen (BEL) |
| 8 november WK 1954 kwalificatie № 167 «onderlinge duels» 14:15 uur (UTC+1) | Miloš Milutinović 2' |       |        | Gradskistadion, Skopje Toeschouwers: 25.000 Scheidsrechter: Albert Alsteen (BEL) |

### 1954
|                                                                          |        |                  |             |                                                                                  |
| 21 maart WK 1954 kwalificatie № 168 «onderlinge duels» 16:00 uur (UTC+2) | Israël | 0 – 1            | Joegoslavië | Ramat Ganstadion, Ramat Gan Toeschouwers: 50.000 Scheidsrechter: Reg Leafe (ENG) |
| 21 maart WK 1954 kwalificatie № 168 «onderlinge duels» 16:00 uur (UTC+2) |        | 80' Branko Zebec |             | Ramat Ganstadion, Ramat Gan Toeschouwers: 50.000 Scheidsrechter: Reg Leafe (ENG) |

|                                                                          |             |                       |             |                                                                                           |
| 28 maart WK 1954 kwalificatie № 169 «onderlinge duels» 16:15 uur (UTC+2) | Joegoslavië | 0 – 1                 | Griekenland | Leoforos Alexandrasstadion, Athene Toeschouwers: 25.000 Scheidsrechter: Willi Rufli (SUI) |
| 28 maart WK 1954 kwalificatie № 169 «onderlinge duels» 16:15 uur (UTC+2) |             | 51' Todor Veselinović |             | Leoforos Alexandrasstadion, Athene Toeschouwers: 25.000 Scheidsrechter: Willi Rufli (SUI) |

|                                                                    |             |                                 |        |                                                                                  |
| 9 mei Vriendschappelijk № 170 «onderlinge duels» 16:30 uur (UTC+1) | Joegoslavië | 0 – 2                           | België | Maksimirstadion, Zagreb Toeschouwers: 35.000 Scheidsrechter: Erich Steiner (AUT) |
| 9 mei Vriendschappelijk № 170 «onderlinge duels» 16:30 uur (UTC+1) |             | 42' Rik Coppens 55' Jef Mermans |        | Maksimirstadion, Zagreb Toeschouwers: 35.000 Scheidsrechter: Erich Steiner (AUT) |

|                                                                     |                 |       |          |                                                                                |
| 16 mei Vriendschappelijk № 171 «onderlinge duels» 17:00 uur (UTC+1) | Joegoslavië     | 1 – 0 | Engeland | JNA Stadion, Belgrado Toeschouwers: 60.000 Scheidsrechter: Erich Steiner (AUT) |
| 16 mei Vriendschappelijk № 171 «onderlinge duels» 17:00 uur (UTC+1) | Rajko Mitić 87' |       |          | JNA Stadion, Belgrado Toeschouwers: 60.000 Scheidsrechter: Erich Steiner (AUT) |

| Wereldkampioenschap voetbal 1954 |
| -------------------------------- |

|                                                                    |           |                       |             | |
| 16 juni WK 1954 Groep A № 172 «onderlinge duels» 18:00 uur (UTC+1) | Frankrijk | 0 – 1                 | Joegoslavië | Stade Olympique de la Pontaise, Lausanne Toeschouwers: 16.000 Scheidsrechter: Mervyn Griffiths (WAL) |
| 16 juni WK 1954 Groep A № 172 «onderlinge duels» 18:00 uur (UTC+1) |           | 15' Miloš Milutinović |             | Stade Olympique de la Pontaise, Lausanne Toeschouwers: 16.000 Scheidsrechter: Mervyn Griffiths (WAL) |

|                                                                    |          |       |                  | |
| 19 juni WK 1954 Groep A № 173 «onderlinge duels» 17:00 uur (UTC+1) | Brazilië | 1 – 1 | Joegoslavië      | Stade Olympique de la Pontaise, Lausanne Toeschouwers: 40.000 Scheidsrechter: Charlie Faultless (SCO) |
| 19 juni WK 1954 Groep A № 173 «onderlinge duels» 17:00 uur (UTC+1) | Didi 69' |       | 48' Branko Zebec | Stade Olympique de la Pontaise, Lausanne Toeschouwers: 40.000 Scheidsrechter: Charlie Faultless (SCO) |

|                                                                        |                                        |       |             |                                                                                    |
| 27 juni WK 1954 Kwartfinale № 174 «onderlinge duels» 17:00 uur (UTC+1) | West-Duitsland                         | 2 – 0 | Joegoslavië | Charmilles Stadium, Genève Toeschouwers: 17.000 Scheidsrechter: István Zsolt (HUN) |
| 27 juni WK 1954 Kwartfinale № 174 «onderlinge duels» 17:00 uur (UTC+1) | Ivica Horvat 9' (e.d.) Helmut Rahn 85' |       |             | Charmilles Stadium, Genève Toeschouwers: 17.000 Scheidsrechter: István Zsolt (HUN) |

|  |  |  |  |  |  |  |  |  |

|                                                                           |                    |       |                                        |                                                                          |
| 22 september Vriendschappelijk № 175 «onderlinge duels» 17:30 uur (UTC+1) | Wales              | 1 – 3 | Joegoslavië                            | Ninian Park, Cardiff Toeschouwers: 20.000 Scheidsrechter: Leo Horn (NED) |
| 22 september Vriendschappelijk № 175 «onderlinge duels» 17:30 uur (UTC+1) | Ivor Allchurch 56' |       | 62', 77' (pen.), 90' Todor Veselinović | Ninian Park, Cardiff Toeschouwers: 20.000 Scheidsrechter: Leo Horn (NED) |

|                                                                           |                  |       |                                                                    |                                                                                         |
| 26 september Vriendschappelijk № 176 «onderlinge duels» 15:30 uur (UTC+1) | Saarland         | 1 – 5 | Joegoslavië                                                        | Ludwigsparkstadion, Saarbrücken Toeschouwers: 16.000 Scheidsrechter: Aloïs Smidts (BEL) |
| 26 september Vriendschappelijk № 176 «onderlinge duels» 15:30 uur (UTC+1) | Werner Emser 17' |       | 5', 71', 84' Bernard Vukas 56' Stjepan Bobek 59' Todor Veselinović | Ludwigsparkstadion, Saarbrücken Toeschouwers: 16.000 Scheidsrechter: Aloïs Smidts (BEL) |

|                                                                        |                                      |       |                                        |                                                                          |
| 3 oktober Vriendschappelijk № 177 «onderlinge duels» 15:00 uur (UTC+1) | Oostenrijk                           | 2 – 2 | Joegoslavië                            | Praterstadion, Wenen Toeschouwers: 60.000 Scheidsrechter: Leo Horn (NED) |
| 3 oktober Vriendschappelijk № 177 «onderlinge duels» 15:00 uur (UTC+1) | Otto Walzhofer 3' Walter Haummer 50' |       | 18' Branko Stanković 31' Stjepan Bobek | Praterstadion, Wenen Toeschouwers: 60.000 Scheidsrechter: Leo Horn (NED) |

|                                                                         |                                                                   |       |                   |                                                                                       |
| 17 oktober Vriendschappelijk № 178 «onderlinge duels» 16:00 uur (UTC+1) | Joegoslavië                                                       | 5 – 1 | Turkije           | Koševo Stadion, Sarajevo Toeschouwers: 36.000 Scheidsrechter: Friedrich Seipelt (AUT) |
| 17 oktober Vriendschappelijk № 178 «onderlinge duels» 16:00 uur (UTC+1) | Stjepan Bobek 40', 41', 71' Ilijas Pašić 47' Predrag Marković 78' |       | 81' Burhan Sargın | Koševo Stadion, Sarajevo Toeschouwers: 36.000 Scheidsrechter: Friedrich Seipelt (AUT) |

### 1955
|                                                   |                                         |       |                                    |                                                                                     |
| 15 mei Vriendschappelijk № 179 «onderlinge duels» | Joegoslavië                             | 2 – 2 | Schotland                          | JNA Stadion, Belgrado Toeschouwers: 18.000 Scheidsrechter: Vincenzo Orlandini (ITA) |
| 15 mei Vriendschappelijk № 179 «onderlinge duels» | Todor Veselinović 13' Bernard Vukas 38' |       | 29' Lawrie Reilly 38' Gordon Smith | JNA Stadion, Belgrado Toeschouwers: 18.000 Scheidsrechter: Vincenzo Orlandini (ITA) |

| |        |                                                                                       |             |                                                                                  |
| 29 mei Centraal-Europese Internationale Beker 1955-1960 № 180 «onderlinge duels» 16:00 uur (UTC+1) | Italië | 0 – 4                                                                                 | Joegoslavië | Stadio Comunale, Turijn Toeschouwers: 65.000 Scheidsrechter: Erich Steiner (AUT) |
| 29 mei Centraal-Europese Internationale Beker 1955-1960 № 180 «onderlinge duels» 16:00 uur (UTC+1) |        | 48' Todor Veselinović 65' Branko Zebec 81' (e.d.) Mario Bergamaschi 82' Bernard Vukas |             | Stadio Comunale, Turijn Toeschouwers: 65.000 Scheidsrechter: Erich Steiner (AUT) |

| |             |       |             |                                                                               |
| 26 juni Centraal-Europese Internationale Beker 1955-1960 № 181 «onderlinge duels» 17:30 uur (UTC+1) | Zwitserland | 0 – 0 | Joegoslavië | JNA Stadion, Belgrado Toeschouwers: 40.000 Scheidsrechter: István Zsolt (HUN) |
| 26 juni Centraal-Europese Internationale Beker 1955-1960 № 181 «onderlinge duels» 17:30 uur (UTC+1) |             |       |             | JNA Stadion, Belgrado Toeschouwers: 40.000 Scheidsrechter: István Zsolt (HUN) |

|                                                                           |                                                                |       |                 |                                                                               |
| 25 september Vriendschappelijk № 182 «onderlinge duels» 15:00 uur (UTC+1) | Joegoslavië                                                    | 3 – 1 | West-Duitsland  | JNA Stadion, Belgrado Toeschouwers: 50.000 Scheidsrechter: István Zsolt (HUN) |
| 25 september Vriendschappelijk № 182 «onderlinge duels» 15:00 uur (UTC+1) | Miloš Milutinović 31' Zdravko Rajkov 36' Todor Veselinović 83' |       | 89' Max Morlock | JNA Stadion, Belgrado Toeschouwers: 50.000 Scheidsrechter: István Zsolt (HUN) |

|                                                                       |                       |       |                                                       |                                                                                |
| 19 oktober Vriendschappelijk № 183 «onderlinge duels» 15:30 uur (UTC) | Ierland               | 1 – 4 | Joegoslavië                                           | Dalymount Park, Dublin Toeschouwers: 22.000 Scheidsrechter: Alec Murdoch (ENG) |
| 19 oktober Vriendschappelijk № 183 «onderlinge duels» 15:30 uur (UTC) | Arthur Fitzsimons 40' |       | 10', 14', 44' Miloš Milutinović 76' Todor Veselinović | Dalymount Park, Dublin Toeschouwers: 22.000 Scheidsrechter: Alec Murdoch (ENG) |

| |                                       |       |                       |                                                                                    |
| 30 oktober Centraal-Europese Internationale Beker 1955-1960 № 184 «onderlinge duels» 15:00 uur (UTC+1) | Oostenrijk                            | 2 – 1 | Joegoslavië           | Praterstadion, Wenen Toeschouwers: 60.000 Scheidsrechter: Francesco Liverani (ITA) |
| 30 oktober Centraal-Europese Internationale Beker 1955-1960 № 184 «onderlinge duels» 15:00 uur (UTC+1) | Herbert Grohs 18' Gerhard Hanappi 48' |       | 26' Miloš Milutinović | Praterstadion, Wenen Toeschouwers: 60.000 Scheidsrechter: Francesco Liverani (ITA) |

|                                                                          |                    |       |                       | |
| 11 november Vriendschappelijk № 185 «onderlinge duels» 14:30 uur (UTC+1) | Frankrijk          | 1 – 1 | Joegoslavië           | Stade olympique Yves-du-Manoir, Colombes Toeschouwers: 60.654 Scheidsrechter: Vincenzo Orlandini (ITA) |
| 11 november Vriendschappelijk № 185 «onderlinge duels» 14:30 uur (UTC+1) | Roger Piantoni 88' |       | 25' Todor Veselinović | Stade olympique Yves-du-Manoir, Colombes Toeschouwers: 60.654 Scheidsrechter: Vincenzo Orlandini (ITA) |

### 1956
|                                                                       |             |                        |          |                                                                                   |
| 22 april Vriendschappelijk № 186 «onderlinge duels» 16:00 uur (UTC+1) | Joegoslavië | 0 – 1                  | Roemenië | JNA Stadion, Belgrado Toeschouwers: 45.000 Scheidsrechter: Giorgio Bernardi (ITA) |
| 22 april Vriendschappelijk № 186 «onderlinge duels» 16:00 uur (UTC+1) |             | 83' Gheorghe Cacoveanu |          | JNA Stadion, Belgrado Toeschouwers: 45.000 Scheidsrechter: Giorgio Bernardi (ITA) |

|                                                                                                  |                                     |       |                                        |                                                                                     |
| 29 april Centraal-Europese Internationale Beker 1955-1960 № 187 «onderlinge duels» 16:30 (UTC+1) | Hongarije                           | 2 – 2 | Joegoslavië                            | Népstadion, Boedapest Toeschouwers: 100.000 Scheidsrechter: Lucien van Nuffel (BEL) |
| 29 april Centraal-Europese Internationale Beker 1955-1960 № 187 «onderlinge duels» 16:30 (UTC+1) | Máté Fenyvesi 42' József Bozsik 55' |       | 6' Bernard Vukas 75' Todor Veselinović | Népstadion, Boedapest Toeschouwers: 100.000 Scheidsrechter: Lucien van Nuffel (BEL) |

| |                    |       |                 |                                                                                     |
| 17 juni Centraal-Europese Internationale Beker 1955-1960 № 188 «onderlinge duels» 17:00 uur (UTC+1) | Joegoslavië        | 1 – 1 | Oostenrijk      | Maksimirstadion, Zagreb Toeschouwers: 30.000 Scheidsrechter: Sándor Harangozó (HUN) |
| 17 juni Centraal-Europese Internationale Beker 1955-1960 № 188 «onderlinge duels» 17:00 uur (UTC+1) | Zdravko Rajkov 60' |       | 55' Karl Koller | Maksimirstadion, Zagreb Toeschouwers: 30.000 Scheidsrechter: Sándor Harangozó (HUN) |

|                                                                          |                                                     |       |           |                                                                               |
| 9 september Vriendschappelijk № 189 «onderlinge duels» 16:00 uur (UTC+1) | Joegoslavië                                         | 4 – 2 | Indonesië | JNA Stadion, Belgrado Toeschouwers: 25.000 Scheidsrechter: Yordan Takov (BUL) |
| 9 september Vriendschappelijk № 189 «onderlinge duels» 16:00 uur (UTC+1) | Miloš Milutinović 35', 38', 86' Borivoje Kostić 85' |       | ?         | JNA Stadion, Belgrado Toeschouwers: 25.000 Scheidsrechter: Yordan Takov (BUL) |

| |             |                                 |           |                                                                                    |
| 16 september Centraal-Europese Internationale Beker 1955-1960 № 190 «onderlinge duels» 15:00 uur (UTC+1) | Joegoslavië | 1 – 3                           | Hongarije | JNA Stadion, Belgrado Toeschouwers: 55.000 Scheidsrechter: Friedrich Seipelt (AUT) |
| 16 september Centraal-Europese Internationale Beker 1955-1960 № 190 «onderlinge duels» 15:00 uur (UTC+1) |             | 5' Czibor 26' Kocsis 66' Puskás |           | JNA Stadion, Belgrado Toeschouwers: 55.000 Scheidsrechter: Friedrich Seipelt (AUT) |

| |               |       |                         |                                                                                  |
| 30 september Centraal-Europese Internationale Beker 1955-1960 № 191 «onderlinge duels» 15:30 uur (UTC+1) | Joegoslavië   | 1 – 2 | Tsjecho-Slowakije       | JNA Stadion, Belgrado Toeschouwers: 50.000 Scheidsrechter: Friedrich Mayer (AUT) |
| 30 september Centraal-Europese Internationale Beker 1955-1960 № 191 «onderlinge duels» 15:30 uur (UTC+1) | Stanković 66' |       | 42', 60' Ladislav Přáda | JNA Stadion, Belgrado Toeschouwers: 50.000 Scheidsrechter: Friedrich Mayer (AUT) |

|                                                                        |                                         |       |             |                                                                                   |
| 28 november Vriendschappelijk № 192 «onderlinge duels» 14:30 uur (UTC) | Engeland                                | 3 – 0 | Joegoslavië | Wembley Stadium, Londen Toeschouwers: 75.000 Scheidsrechter: Édouard Harzic (FRA) |
| 28 november Vriendschappelijk № 192 «onderlinge duels» 14:30 uur (UTC) | Johnny Brooks 13' Tommy Taylor 63', 88' |       |             | Wembley Stadium, Londen Toeschouwers: 75.000 Scheidsrechter: Édouard Harzic (FRA) |

|                                                                        |                                  |       |             |                                                                              |
| 21 november Vriendschappelijk № 193 «onderlinge duels» 14:30 uur (UTC) | Schotland                        | 2 – 0 | Joegoslavië | Hampden Park, Glasgow Toeschouwers: 55.521 Scheidsrechter: Piet Roomer (NED) |
| 21 november Vriendschappelijk № 193 «onderlinge duels» 14:30 uur (UTC) | Jackie Mudie 37' Sammy Baird 55' |       |             | Hampden Park, Glasgow Toeschouwers: 55.521 Scheidsrechter: Piet Roomer (NED) |

| Olympische Zomerspelen 1956 |
| --------------------------- |

|                                                                                       |                                                                                                  |       |                  |                                                                                 |
| 28 november Olympische Spelen Kwartfinale № 194 «onderlinge duels» 12:00 uur (UTC+10) | Joegoslavië                                                                                      | 9 – 1 | Verenigde Staten | Olympic Park, Melbourne Toeschouwers: 5.292 Scheidsrechter: Maurice Swain (NZL) |
| 28 november Olympische Spelen Kwartfinale № 194 «onderlinge duels» 12:00 uur (UTC+10) | Todor Veselinović 10', 84', 90' Sava Antić 12', 73' Muhamed Mujić 16', 35', 56' Zlatko Papec 20' |       | 42' Al Zerhusen  | Olympic Park, Melbourne Toeschouwers: 5.292 Scheidsrechter: Maurice Swain (NZL) |

|                                                                    |                                                                            |       |             |                                                                                                 |
| 4 december Olympische Spelen Halve finale № 195 12:00 uur (UTC+10) | Joegoslavië                                                                | 4 – 1 | India       | Melbourne Cricket Ground, Melbourne Toeschouwers: 25.269 Scheidsrechter: Nikolay Latyshev (URS) |
| 4 december Olympische Spelen Halve finale № 195 12:00 uur (UTC+10) | Zlatko Papec 54', 65' Todor Veselinović 57' Muhamed Abdus Salam 78' (e.d.) |       | D'Souza 52' | Melbourne Cricket Ground, Melbourne Toeschouwers: 25.269 Scheidsrechter: Nikolay Latyshev (URS) |

|                                                                                 |                   |       |             |                                                                                           |
| 8 december Olympische Spelen Finale № 196 «onderlinge duels» 14:15 uur (UTC+10) | Sovjet-Unie       | 1 – 0 | Joegoslavië | Melbourne Cricket Ground, Melbourne Toeschouwers: 86.716 Scheidsrechter: Ron Wright (AUS) |
| 8 december Olympische Spelen Finale № 196 «onderlinge duels» 14:15 uur (UTC+10) | Anatoli Iljin 48' |       |             | Melbourne Cricket Ground, Melbourne Toeschouwers: 86.716 Scheidsrechter: Ron Wright (AUS) |

|  |  |  |  |  |  |  |  |  |

|                                                        |           |       |                                                                                     | |
| 23 december Vriendschappelijk № 197 «onderlinge duels» | Indonesië | 1 – 5 | Joegoslavië                                                                         | Gelora Senayan Main Stadion, Jakarta Toeschouwers: 40.000 Scheidsrechter: Christiaan Wensveen (INA) |
| 23 december Vriendschappelijk № 197 «onderlinge duels» | ?         |       | 16' Luka Lipošinović 40', 48' Todor Veselinović 69' Nikola Radović 89' Zlatko Papec | Gelora Senayan Main Stadion, Jakarta Toeschouwers: 40.000 Scheidsrechter: Christiaan Wensveen (INA) |

### 1957
|                                                                       |             |       |             |                                                                                                 |
| 5 mei WK 1958 kwalificatie № 198 «onderlinge duels» 16:30 uur (UTC+2) | Griekenland | 0 – 0 | Joegoslavië | Leoforos Alexandrasstadion, Athene Toeschouwers: 25.000 Scheidsrechter: Jacques Devillers (FRA) |
| 5 mei WK 1958 kwalificatie № 198 «onderlinge duels» 16:30 uur (UTC+2) |             |       |             | Leoforos Alexandrasstadion, Athene Toeschouwers: 25.000 Scheidsrechter: Jacques Devillers (FRA) |

| | |       |                    |                                                                                 |
| 12 mei Centraal-Europese Internationale Beker 1955-1960 № 199 «onderlinge duels» 16:30 uur (UTC+1) | Joegoslavië                                                                                           | 6 – 1 | Italië             | Maksimirstadion, Zagreb Toeschouwers: 45.000 Scheidsrechter: Martin Macko (TCH) |
| 12 mei Centraal-Europese Internationale Beker 1955-1960 № 199 «onderlinge duels» 16:30 uur (UTC+1) | Branko Zebec 10' Miloš Milutinović 26' Luka Lipošinović 40', 47' Zdravko Rajkov 49' Bernard Vukas 80' |       | 58' (pen.) Cervato | Maksimirstadion, Zagreb Toeschouwers: 45.000 Scheidsrechter: Martin Macko (TCH) |

| |                        |       |             |                                                                                            |
| 18 mei Centraal-Europese Internationale Beker 1955-1960 № 200 «onderlinge duels» 16:30 uur (UTC+1) | Tsjecho-Slowakije      | 1 – 0 | Joegoslavië | Tehelné pole, Bratislava Toeschouwers: 45.000 Scheidsrechter: Vasilis Diamantopoulos (GRE) |
| 18 mei Centraal-Europese Internationale Beker 1955-1960 № 200 «onderlinge duels» 16:30 uur (UTC+1) | Jaroslav Borovička 57' |       |             | Tehelné pole, Bratislava Toeschouwers: 45.000 Scheidsrechter: Vasilis Diamantopoulos (GRE) |

|                                                                           |                                                                 |       |                                                |                                                                                     |
| 15 september Vriendschappelijk № 201 «onderlinge duels» 15:30 uur (UTC+1) | Joegoslavië                                                     | 3 – 3 | Oostenrijk                                     | JNA Stadion, Belgrado Toeschouwers: 50.000 Scheidsrechter: Vincenzo Orlandini (ITA) |
| 15 september Vriendschappelijk № 201 «onderlinge duels» 15:30 uur (UTC+1) | Zdravko Rajkov 15' Karl Koller 20' (e.d.) Miloš Milutinović 70' |       | 32' (pen.) Ernst Happel 45', 62' Robert Dienst | JNA Stadion, Belgrado Toeschouwers: 50.000 Scheidsrechter: Vincenzo Orlandini (ITA) |

|                                                                              |                   |       |                   |                                                                                        |
| 29 september WK 1958 kwalificatie № 202 «onderlinge duels» 15:30 uur (UTC+2) | Roemenië          | 1 – 1 | Joegoslavië       | Stadionul 23 August, Boekarest Toeschouwers: 68.758 Scheidsrechter: Alfred Grill (AUT) |
| 29 september WK 1958 kwalificatie № 202 «onderlinge duels» 15:30 uur (UTC+2) | Alexandru Ene 78' |       | 79' Muhamed Mujić | Stadionul 23 August, Boekarest Toeschouwers: 68.758 Scheidsrechter: Alfred Grill (AUT) |

|                                                                             |                                                                   |       |                       |                                                                               |
| 10 november WK 1958 kwalificatie № 203 «onderlinge duels» 14:00 uur (UTC+1) | Joegoslavië                                                       | 4 – 1 | Griekenland           | JNA Stadion, Belgrado Toeschouwers: 45.000 Scheidsrechter: Cesare Jonni (ITA) |
| 10 november WK 1958 kwalificatie № 203 «onderlinge duels» 14:00 uur (UTC+1) | Muhamed Mujić 6', 61' Dobrosav Krstić 9' Aleksandar Petaković 67' |       | 28' Kostas Nestoridis | JNA Stadion, Belgrado Toeschouwers: 45.000 Scheidsrechter: Cesare Jonni (ITA) |

|                                                                             |                            |       |          |                                                                                    |
| 17 november WK 1958 kwalificatie № 204 «onderlinge duels» 13:30 uur (UTC+1) | Joegoslavië                | 2 – 0 | Roemenië | JNA Stadion, Belgrado Toeschouwers: 55.000 Scheidsrechter: Friedrich Seipelt (AUT) |
| 17 november WK 1958 kwalificatie № 204 «onderlinge duels» 13:30 uur (UTC+1) | Miloš Milutinović 52', 58' |       |          | JNA Stadion, Belgrado Toeschouwers: 55.000 Scheidsrechter: Friedrich Seipelt (AUT) |

### 1958
|                                                                       |                                    |       |             |                                                                                     |
| 20 april Vriendschappelijk № 205 «onderlinge duels» 16:30 uur (UTC+1) | Hongarije                          | 2 – 0 | Joegoslavië | Népstadion, Boedapest Toeschouwers: 100.000 Scheidsrechter: Lucien Van Nuffel (BEL) |
| 20 april Vriendschappelijk № 205 «onderlinge duels» 16:30 uur (UTC+1) | Károly Sándor 15' Mihály Vasas 57' |       |             | Népstadion, Boedapest Toeschouwers: 100.000 Scheidsrechter: Lucien Van Nuffel (BEL) |

|                                                                     |                                                                                |       |          |                                                                               |
| 11 mei Vriendschappelijk № 206 «onderlinge duels» 16:30 uur (UTC+1) | Joegoslavië                                                                    | 5 – 0 | Engeland | JNA Stadion, Belgrado Toeschouwers: 53.000 Scheidsrechter: István Zsolt (HUN) |
| 11 mei Vriendschappelijk № 206 «onderlinge duels» 16:30 uur (UTC+1) | Miloš Milutinović 23' Aleksandar Petaković 56', 77', 83' Todor Veselinović 86' |       |          | JNA Stadion, Belgrado Toeschouwers: 53.000 Scheidsrechter: István Zsolt (HUN) |

| Wereldkampioenschap voetbal 1958 |
| -------------------------------- |

|                                                                   |                         |       |                  |                                                                              |
| 8 juni WK 1958 Groep B № 207 «onderlinge duels» 19:00 uur (UTC+1) | Joegoslavië             | 1 – 1 | Schotland        | Arosvallen, Västerås Toeschouwers: 9.591 Scheidsrechter: Paul Wyssling (SUI) |
| 8 juni WK 1958 Groep B № 207 «onderlinge duels» 19:00 uur (UTC+1) | Aleksandar Petaković 6' |       | 49' Jimmy Murray | Arosvallen, Västerås Toeschouwers: 9.591 Scheidsrechter: Paul Wyssling (SUI) |

|                                                                    |                                                     |       |                       |                                                                                  |
| 11 juni WK 1958 Groep B № 208 «onderlinge duels» 19:00 uur (UTC+1) | Joegoslavië                                         | 3 – 2 | Frankrijk             | Arosvallen, Västerås Toeschouwers: 12.217 Scheidsrechter: Mervyn Griffiths (WAL) |
| 11 juni WK 1958 Groep B № 208 «onderlinge duels» 19:00 uur (UTC+1) | Aleksandar Petaković 16' Todor Veselinović 63', 88' |       | 4', 85' Just Fontaine | Arosvallen, Västerås Toeschouwers: 12.217 Scheidsrechter: Mervyn Griffiths (WAL) |

|                                                                    |                                                       |       |                                                                 |                                                                                |
| 15 juni WK 1958 Groep B № 209 «onderlinge duels» 19:00 uur (UTC+1) | Paraguay                                              | 3 – 3 | Joegoslavië                                                     | Tunavallen, Eskilstuna Toeschouwers: 13.103 Scheidsrechter: Martin Macko (TCH) |
| 15 juni WK 1958 Groep B № 209 «onderlinge duels» 19:00 uur (UTC+1) | José Parodi 20' Juan Agüero 52' Jorge Lino Romero 80' |       | 12' Radivoj Ognjanović 29' Todor Veselinović 74' Zdravko Rajkov | Tunavallen, Eskilstuna Toeschouwers: 13.103 Scheidsrechter: Martin Macko (TCH) |

|                                                                        |                 |       |             |                                                                               |
| 19 juni WK 1958 Kwartfinale № 210 «onderlinge duels» 19:00 uur (UTC+1) | West-Duitsland  | 1 – 0 | Joegoslavië | Malmö Stadion, Malmö Toeschouwers: 20.055 Scheidsrechter: Paul Wyssling (SUI) |
| 19 juni WK 1958 Kwartfinale № 210 «onderlinge duels» 19:00 uur (UTC+1) | Helmut Rahn 12' |       |             | Malmö Stadion, Malmö Toeschouwers: 20.055 Scheidsrechter: Paul Wyssling (SUI) |

|  |  |  |  |  |  |  |  |  |

|                                                                           |                                                      |       |                                                   |                                                                                      |
| 14 september Vriendschappelijk № 211 «onderlinge duels» 15:30 uur (UTC+1) | Oostenrijk                                           | 3 – 4 | Joegoslavië                                       | Prater-Stadion, Wenen Toeschouwers: 67.000 Scheidsrechter: Louis Fauquemberghe (FRA) |
| 14 september Vriendschappelijk № 211 «onderlinge duels» 15:30 uur (UTC+1) | Ernst Happel 7' Herbert Ninaus 18' Alfred Körner 25' |       | 31', 68', 70' Todor Veselinović 62' Muhamed Mujić | Prater-Stadion, Wenen Toeschouwers: 67.000 Scheidsrechter: Louis Fauquemberghe (FRA) |

|                                                                        |                                                                                  |       |                                             |                                                                                       |
| 5 oktober Vriendschappelijk № 212 «onderlinge duels» 15:00 uur (UTC+1) | Joegoslavië                                                                      | 4 – 4 | Hongarije                                   | Maksimirstadion, Zagreb Toeschouwers: 46.000 Scheidsrechter: Francesco Liverani (ITA) |
| 5 oktober Vriendschappelijk № 212 «onderlinge duels» 15:00 uur (UTC+1) | Branko Zebec 11' Aleksandar Petaković 59' Todor Veselinović 65' Branko Zebec 76' |       | 15', 71', 79' Károly Sándor 77' Lajos Tichy | Maksimirstadion, Zagreb Toeschouwers: 46.000 Scheidsrechter: Francesco Liverani (ITA) |

### 1959
|                                                                       |                                                      |       |             |                                                                                    |
| 19 april Vriendschappelijk № 213 «onderlinge duels» 16:30 uur (UTC+1) | Hongarije                                            | 4 – 0 | Joegoslavië | Népstadion, Boedapest Toeschouwers: 100.000 Scheidsrechter: Giulio Campanati (ITA) |
| 19 april Vriendschappelijk № 213 «onderlinge duels» 16:30 uur (UTC+1) | Károly Sándor 37' Lajos Tichy 53', 68' Tibor Pál 87' |       |             | Népstadion, Boedapest Toeschouwers: 100.000 Scheidsrechter: Giulio Campanati (ITA) |

| |                 |       |                                                                             |                                                                               |
| 26 april Centraal-Europese Internationale Beker 1955-1960 № 214 «onderlinge duels» 15:00 uur (UTC+1) | Zwitserland     | 1 – 5 | Joegoslavië                                                                 | St. Jakob-Park, Bazel Toeschouwers: 37.000 Scheidsrechter: Cesare Jonni (ITA) |
| 26 april Centraal-Europese Internationale Beker 1955-1960 № 214 «onderlinge duels» 15:00 uur (UTC+1) | Gilbert Rey 57' |       | 3' Luka Lipošinović 41', 48' Dragoslav Šekularac 82', 86' Todor Veselinović | St. Jakob-Park, Bazel Toeschouwers: 37.000 Scheidsrechter: Cesare Jonni (ITA) |

|                                                                        |                                |       |           |                                                                             |
| 31 mei EK 1960 kwalificatie № 215 «onderlinge duels» 17:00 uur (UTC+1) | Joegoslavië                    | 2 – 0 | Bulgarije | JNA Stadion, Belgrado Toeschouwers: 23.418 Scheidsrechter: Mihai Popa (ROU) |
| 31 mei EK 1960 kwalificatie № 215 «onderlinge duels» 17:00 uur (UTC+1) | Milan Galić 1' Lazar Tasić 87' |       |           | JNA Stadion, Belgrado Toeschouwers: 23.418 Scheidsrechter: Mihai Popa (ROU) |

|                                                                         |                                       |       |                                                |                                                                               |
| 11 oktober Vriendschappelijk № 216 «onderlinge duels» 16:00 uur (UTC+1) | Joegoslavië                           | 2 – 4 | Hongarije                                      | JNA Stadion, Belgrado Toeschouwers: 53.000 Scheidsrechter: Cesare Jonni (ITA) |
| 11 oktober Vriendschappelijk № 216 «onderlinge duels» 16:00 uur (UTC+1) | Muhamed Mujić 12' Borivoje Kostić 15' |       | 4', 33', 69' Flórián Albert 82' Dezső Bundzsák | JNA Stadion, Belgrado Toeschouwers: 53.000 Scheidsrechter: Cesare Jonni (ITA) |

|                                                                                                   |                         |       |                         |                                                                                    |
| 21 oktober Olympisch kwalificatietoernooi voetbal 1960 № 217 «onderlinge duels» 15:00 uur (UTC+2) | Israël                  | 2 – 2 | Joegoslavië             | Ramat Ganstadion, Ramat Gan Toeschouwers: 40.000 Scheidsrechter: Orhan Gönül (TUR) |
| 21 oktober Olympisch kwalificatietoernooi voetbal 1960 № 217 «onderlinge duels» 15:00 uur (UTC+2) | Nahum Stelmach 64', 73' |       | 7', 76' Borivoje Kostić | Ramat Ganstadion, Ramat Gan Toeschouwers: 40.000 Scheidsrechter: Orhan Gönül (TUR) |

|                                                                            |                |       |                   |                                                                                        |
| 25 oktober EK 1960 kwalificatie № 218 «onderlinge duels» 13:30 uur (UTC+2) | Bulgarije      | 1 – 1 | Joegoslavië       | Vasil Levskistadion, Sofia Toeschouwers: 27.560 Scheidsrechter: Kurt Tschenscher (FRG) |
| 25 oktober EK 1960 kwalificatie № 218 «onderlinge duels» 13:30 uur (UTC+2) | Todor Diev 55' |       | 57' Muhamed Mujić | Vasil Levskistadion, Sofia Toeschouwers: 27.560 Scheidsrechter: Kurt Tschenscher (FRG) |

| |                                                                     |       |             |                                                                                 |
| 15 november Olympisch kwalificatietoernooi voetbal 1960 № 219 «onderlinge duels» 14:00 uur (UTC+1) | Joegoslavië                                                         | 4 – 0 | Griekenland | JNA Stadion, Belgrado Toeschouwers: 25.000 Scheidsrechter: Viktor Schicke (SUI) |
| 15 november Olympisch kwalificatietoernooi voetbal 1960 № 219 «onderlinge duels» 14:00 uur (UTC+1) | Muhamed Mujić 31', 43' Branislav Mihajlović 45' Borivoje Kostić 78' |       |             | JNA Stadion, Belgrado Toeschouwers: 25.000 Scheidsrechter: Viktor Schicke (SUI) |

|                                                                          |                 |       |                  |                                                                                        |
| 20 december Vriendschappelijk № 220 «onderlinge duels» 14:00 uur (UTC+1) | West-Duitsland  | 1 – 1 | Joegoslavië      | Niedersachsenstadion, Hannover Toeschouwers: 83.000 Scheidsrechter: Joop Martens (NED) |
| 20 december Vriendschappelijk № 220 «onderlinge duels» 14:00 uur (UTC+1) | Aki Schmidt 72' |       | 5' Muhamed Mujić | Niedersachsenstadion, Hannover Toeschouwers: 83.000 Scheidsrechter: Joop Martens (NED) |

UEFA: Albanië · België · Bulgarije · Denemarken · West-Duitsland · Duitse Democratische Republiek · Engeland · Finland · Frankrijk · Griekenland · Hongarije · Ierland · IJsland · Italië · Joegoslavië · Kroatië · Luxemburg · Malta · Nederland · Noord-Ierland · Noorwegen · Oostenrijk · Polen · Portugal · Roemenië · Saarland · Schotland · Sovjet-Unie · Spanje · Tsjecho-Slowakije · Turkije · Wales · Zweden · Zwitserland

AFC: Israël
FSJ · A-internationals · Bondscoaches · Selecties · Joegoslavisch vrouwenelftal · Joegoslavië U21 · Joegoslavië U19 · Joegoslavië U18 · Joegoslavië U17 · Joegoslavië U16
1920 – 1929 ·
1930 – 1939 ·
1940 – 1949 ·
1950 – 1959 ·
1960 – 1969 ·
1970 – 1979 ·
1980 – 1989 ·
1990 – 1999 ·
2000 – 2002
EK 1960 · 
EK 1968 · 
EK 1976 · 
EK 1984 · 
EK 2000
WK 1930 · 
WK 1950 · 
WK 1954 · 
WK 1958 · 
WK 1962 · 
WK 1974 · 
WK 1982 · 
WK 1990 · 
WK 1998 · 
OS 1920 · 
OS 1924 · 
OS 1928 · 
OS 1948 · 
OS 1952 · 
OS 1956 · 
OS 1960 · 
OS 1980 · 
OS 1984 · 
OS 1988
1920 · 
1921 · 
1922 · 
1923 · 
1924 · 
1925 · 
1926 · 
1927 · 
1928 · 
1929 · 
1930 · 
1931 · 
1932 · 
1933 · 
1934 · 
1935 · 
1936 · 
1937 · 
1938 · 
1939 · 
1940 · 
1941 · 
1942 · 1943 · 1944 · 1945 · 
1946 · 
1947 · 
1948 · 
1949 · 
1950 · 
1952 · 
1952 · 
1953 · 
1954 · 
1955 · 
1956 · 
1957 · 
1958 · 
1959 · 
1960 · 
1961 · 
1962 · 
1963 · 
1964 · 
1965 · 
1966 · 
1967 · 
1968 · 
1969 · 
1970 · 
1971 · 
1972 · 
1973 · 
1974 · 
1975 · 
1976 · 
1977 · 
1978 · 
1979 · 
1980 · 
1981 · 
1982 · 
1983 · 
1984 · 
1985 · 
1986 · 
1987 · 
1988 · 
1989 · 
1990 · 
1991 · 
1992 · 
1993 · 
1994 · 
1995 · 
1996 · 
1997 · 
1998 · 
1999 · 
2000 · 
2001 · 
2002 · 
Albanië ·
Algerije ·
Argentinië ·
Bangladesh ·
België ·
Bolivia ·
Bosnië en Herzegovina · 
Brazilië ·
Bulgarije ·
Canada ·
Chili ·
China ·
Colombia ·
Congo-Kinshasa ·
Costa Rica ·
Cyprus ·
Denemarken ·
DDR ·
Duitsland ·
Ecuador ·
Egypte ·
El Salvador · 
Engeland ·
Ethiopië ·
Faeröer ·
Finland ·
Frankrijk ·
Ghana · 
Griekenland ·
Honduras ·
Hongarije ·
Hongkong ·
Ierland ·
Indonesië ·
Iran ·
Israël ·
Italië ·
Japan ·
Kroatië ·
Luxemburg ·
Malta ·
Marokko ·
Mexico ·
Nederland ·
Nigeria ·
Noord-Ierland ·
Noord-Macedonië ·
Noorwegen ·
Oekraïne ·
Oostenrijk ·
Paraguay ·
Peru · 
Polen ·
Portugal ·
Roemenië ·
Rusland ·
Saarland ·
Schotland ·
Slovenië ·
Slowakije ·
Sovjet-Unie ·
Spanje ·
Tsjechië ·
Tsjecho-Slowakije ·
Tunesië ·
Turkije ·
Uruguay ·
Venezuela ·
Verenigde Arabische Emiraten ·
Verenigde Staten ·
Wales ·
Zuid-Korea ·
Zweden ·
Zwitserland